# Drangsnes
Drangsnes est une localité islandaise de la municipalité de Kaldrananeshreppur située sur une péninsule à l'est de l'île, dans la région de l'Vestfirðir. En 2011, le village comptait 67 habitants.